# Eumacronychia pexata
Eumacronychia pexata är en tvåvingeart som beskrevs av Henry J. Reinhard 1965. Eumacronychia pexata ingår i släktet Eumacronychia och familjen köttflugor. Inga underarter finns listade i Catalogue of Life.